# Station Milicz Zamek
Station Milicz Zamek is een spoorwegstation in de Poolse plaats Milicz.